# CAF Champions League 2017
De CAF Champions League 2017 (Frans: Ligue des champions de la CAF 2017) is de 21e editie van de CAF Champions League, een jaarlijks voetbaltoernooi voor clubs uit Afrika, georganiseerd door de Afrikaanse voetbalbond (CAF). Mamelodi Sundowns was de titelhouder maar werd in de kwartfinale uitgeschakeld door Wydad Casablanca, De winnaar plaatst zich voor het WK voor clubs 2017 en voor de CAF Supercup 2018.

## Algemene info

### Deelnemers per land
In totaal namen 55 teams uit 43 landen deel aan de CAF Champions League. De CAF-ranglijst (CAF 5-Year-Ranking) bepaalde het aantal deelnemers dat een land mag afvaardigen. Dit gebeurde op de volgende manier:
- Van de top-12 kwalificeerden zich twee teams.
- Van de overige landen kwalificeerde zich één team.
- De winnaar van de vorige editie, de titelhouder, kwalificeerde zich automatisch. Indien zij zich al hadden geplaatst kwam dit ticket te vervallen.
- Vanaf dit seizoen doen er 8 teams mee in de eindronde in plaats van 4 in de voorgaande edities.[2][3]

De CAF-ranglijst voor 2017 was als volgt:
| Nr. | Land        | Punten | Teams |
| --- | ----------- | ------ | ----- |
| 1   | Tunesië     | 100    | 2     |
| 2   | Egypte      | 80     | 2     |
| 3   | D.R. Congo  | 69     | 2     |
| 4   | Algerije    | 64     | 2     |
| 5   | Soedan      | 51     | 2     |
| 6   | Ivoorkust   | 30     | 2     |
| 7   | Marokko     | 29     | 2     |
| 8   | Rep. Congo  | 26     | 2     |
| 8   | Kameroen    | 26     | 2     |
| 8   | Mali        | 26     | 2     |
| 11  | Nigeria     | 22     | 2     |
| 12  | Zuid-Afrika | 27     | 2     |
| 13  | Angola      | 11     | 1     |
| 14  | Libië       | 7      | 1     |
| 15  | Ghana       | 6      | 1     |
| 15  | Zambia      | 6      | 1     |
| 17  | Ethiopië    | 4      | 1     |
| 18  | Niger       | 1      | 1     |
| 18  | Zimbabwe    | 1      | 1     |

## Kalender
Het schema is als volgt:
| Fase         | Ronde         | Loting                           | 1e wedstrijd                  | 2e wedstrijd          |
| ------------ | ------------- | -------------------------------- | ----------------------------- | --------------------- |
| Kwalificatie | Voorronde     | 21 december 2016 (Cairo, Egypte) | 10–12 februari 2017           | 17–19 februari 2017   |
| Kwalificatie | 1e Ronde      | 21 december 2016 (Cairo, Egypte) | 10–12 maart 2017              | 17–19 maart 2017      |
| Groepsfase   | Speeldag 1    | 26 april 2017 (Cairo, Egypte)    | 12–14 mei 2017                | 12–14 mei 2017        |
| Groepsfase   | Speeldag 2    | 26 april 2017 (Cairo, Egypte)    | 23–24 mei 2017                | 23–24 mei 2017        |
| Groepsfase   | Speeldag 3    | 26 april 2017 (Cairo, Egypte)    | 2–4 juni 2017                 | 2–4 juni 2017         |
| Groepsfase   | Speeldag 4    | 26 april 2017 (Cairo, Egypte)    | 20–21 juni 2017               | 20–21 juni 2017       |
| Groepsfase   | Speeldag 5    | 26 april 2017 (Cairo, Egypte)    | 30 juni – 2 juli 2017         | 30 juni – 2 juli 2017 |
| Groepsfase   | Speeldag 6    | 26 april 2017 (Cairo, Egypte)    | 7–9 juli 2017                 | 7–9 juli 2017         |
| Eindronde    | Kwartfinales  | 26 april 2017 (Cairo, Egypte)    | 15–17 september 2017          | 22–24 september 2017  |
| Eindronde    | Halve finales | 26 april 2017 (Cairo, Egypte)    | 29 september – 1 oktober 2017 | 20–22 oktober 2017    |
| Eindronde    | Finale        | 26 april 2017 (Cairo, Egypte)    | 27–29 oktober 2017            | 3–5 november 2017     |

## Groepsfase
De loting voor de groepsfase vond plaats op 26 april 2017 in het hoofdkantoor van de CAF in Cairo, Egypte.

### Groep A
| Squadra              | Pnt | Gsp | G | GL | V | DV | DT | DS |
| -------------------- | --- | --- | - | -- | - | -- | -- | -- |
| Étoile du Sahel      | 12  | 6   | 3 | 3  | 0 | 13 | 4  | +9 |
| Ferroviário da Beira | 8   | 6   | 2 | 2  | 2 | 6  | 8  | -3 |
| Al-Merreikh          | 7   | 6   | 2 | 1  | 3 | 6  | 9  | -3 |
| Al-Hilal             | 4   | 6   | 0 | 4  | 2 | 4  | 8  | -4 |

### Groep B
| Ploeg       | Pnt | Gsp | G | GL | V | DV | DT | DS |
| ----------- | --- | --- | - | -- | - | -- | -- | -- |
| USM Alger   | 11  | 6   | 3 | 2  | 1 | 12 | 5  | +7 |
| Alahly SC   | 9   | 6   | 2 | 3  | 1 | 11 | 10 | +1 |
| Zamalek     | 6   | 6   | 1 | 3  | 2 | 6  | 8  | -2 |
| CAPS United | 6   | 6   | 2 | 0  | 4 | 10 | 16 | -6 |

### Groep C
| Squadra            | Pnt | Gsp | G | GL | V | DV | DT | DS |
| ------------------ | --- | --- | - | -- | - | -- | -- | -- |
| Espérance de Tunis | 12  | 6   | 3 | 3  | 0 | 11 | 4  | +7 |
| Mamelodi Sundowns  | 9   | 6   | 2 | 3  | 1 | 6  | 4  | +2 |
| Saint George       | 5   | 6   | 1 | 2  | 3 | 2  | 7  | -5 |
| AS Vita Club       | 5   | 6   | 1 | 2  | 3 | 7  | 11 | -4 |

### Groep D
| Ploeg            | Pnt | Gsp | G | GL | V | DV | DT | DS  |
| ---------------- | --- | --- | - | -- | - | -- | -- | --- |
| Wydad Casablanca | 12  | 6   | 4 | 0  | 2 | 7  | 3  | +4  |
| Al-Ahly          | 11  | 6   | 3 | 2  | 1 | 7  | 3  | +4  |
| Zanaco           | 11  | 6   | 3 | 2  | 1 | 4  | 2  | +2  |
| Coton Sport      | 0   | 6   | 0 | 0  | 6 | 2  | 12 | -10 |

## Eindronde

### Kwartfinales
| Team 1               | Tot.           | Team 2             | 1e wedstr. | 2e wedstr. |
| -------------------- | -------------- | ------------------ | ---------- | ---------- |
| Alahly SC            | 0-2            | Étoile du Sahel    | 0-0        | 0-2        |
| Al-Ahly              | 4-3            | Espérance de Tunis | 2-2        | 2-1        |
| Ferroviário da Beira | 1-1 (u)        | USM Alger          | 1-1        | 0-0        |
| Mamelodi Sundowns    | 1-1 (2-3 na p) | Wydad Casablanca   | 1-0        | 0-2        |

### Halve finale
| Team 1          | Tot. | Team 2           | 1e wedstr. | 2e wedstr. |
| --------------- | ---- | ---------------- | ---------- | ---------- |
| Étoile du Sahel | 4-7  | Al-Ahly          | 2-1        | 2-6        |
| USM Alger       | 1-3  | Wydad Casablanca | 0-0        | 1-3        |

### Finale
| Team 1  | Tot. | Team 2           | 1e wedstr. | 2e wedstr. |
| ------- | ---- | ---------------- | ---------- | ---------- |
| Al-Ahly | 1-2  | Wydad Casablanca | 1-1        | 0-1        |